# 佩特雷什蒂鄉 (薩圖馬雷縣)
47°36′15″N 22°21′50″E / 47.6042°N 22.3639°E
佩特雷什蒂鄉（羅馬尼亞語：Comuna Petrești, Satu Mare），是羅馬尼亞的鄉份，位於該國西北部，由薩圖馬雷縣負責管轄，面積29平方公里，海拔高度137米，2007年人口1,595，人口密度每平方公里54人。